# Loi d'exclusion des Chinois

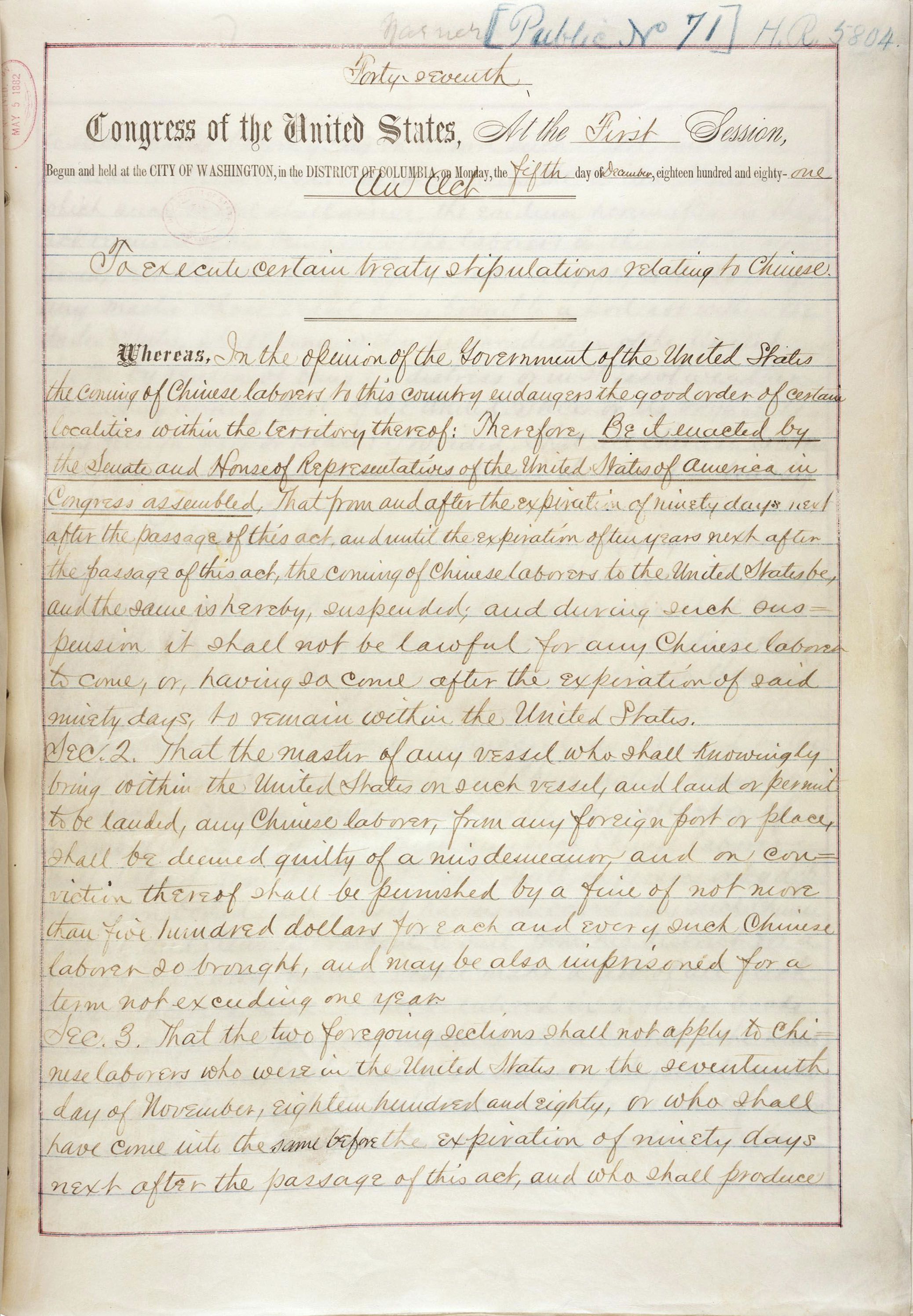
Première page de la loi.

La Loi d'exclusion des Chinois (Chinese Exclusion Act) était une loi fédérale américaine votée le 6 mai 1882, à la suite des révisions de 1880 du traité de Burlingame de 1868. Ces révisions permirent au gouvernement des États-Unis de suspendre l'immigration de ressortissants chinois, et le Congrès prit les mesures nécessaires pour sa mise en œuvre rapide. La loi resta en vigueur pendant dix ans, avant d'être renouvelée, puis élargie aux Japonais.
Il s'agit de la première restriction significative sur l'immigration libre aux États-Unis. 

## Historique
Au XIXe siècle, la conquête de l'Ouest aboutit à l'installation de nombreux Américains sur la côte pacifique du continent, dotée d'un climat favorable et de ressources abondantes. Les échanges avec l'Asie s'accroissent alors, ce qui conduit des Chinois à émigrer en Californie, afin d'y travailler dans le commerce ou l'industrie. Leurs faibles prétentions salariales créent cependant une concurrence que les employés blancs dénoncent vivement, point de départ de mesures prises par les autorités afin de réduire l'immigration.
La loi interdisait aux États-Unis l'immigration de travailleurs en provenance de la Chine. Les Chinois déjà présents aux États-Unis et ceux détenant un visa de travail reçurent un certificat de résidence, et étaient autorisés à voyager en dehors des États-Unis et à revenir sur le territoire. D'autres amendements incorporés en 1884 restreignirent davantage les provisions permettant aux immigrés de quitter le pays et d'y revenir, précisant que la loi s'appliquait aux immigrés d'ethnicité chinoise, sans distinction de pays d'origine. La loi fut renouvelée en 1892 par la loi Geary pour dix ans, et à nouveau renouvelée en 1902, cette fois sans précision de date d'expiration. Elle fut abrogée par la loi Magnuson de 1943, permettant un quota national de 105 immigrés chinois par an. Ce n'est qu'à partir de la loi sur l'immigration de 1965 qu'une immigration chinoise à grande échelle reprit.
Après l'adoption du Chinese Exclusion Act, des Japonais se mettent à leur tour à émigrer en Californie, formant 2 % de la population de l'État en 1907. Cette même année, un accord est signé entre les États-Unis et le Japon afin que Tokyo cesse de délivrer des passeports à ses ressortissants voulant émigrer outre-Pacifique.

## Galerie

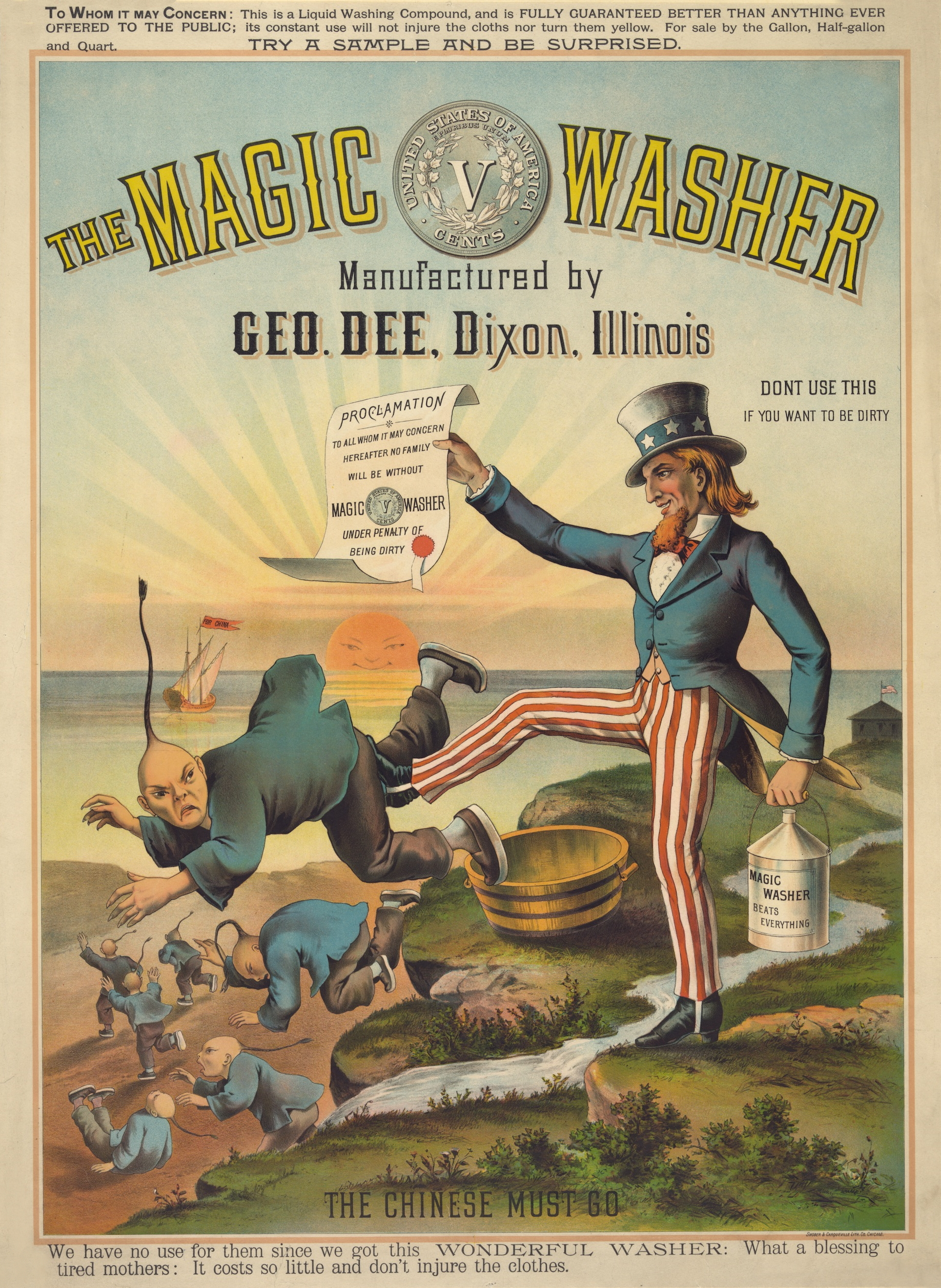
Dessin politique illustrant la Loi d'exclusion des Chinois : l'Oncle Sam expulse un homme chinois à coup de pied en brandissant le texte de la loi.